# تیم برک (سرپرست جلوه‌های ویژه)
تیم برک یک ناظر جلوه‌های ویژه انگلیسی است. او در چندین فیلم و برنامه تلویزیونی مانند هری پاتر و یادگاران مرگ - قسمت دوم و دکتر هو کار کرده است.

## زندگینامه و دوران کاری
او در سال ۱۹۶۵ در نیوکاسل-آن-تاین، تاین ساید، انگلستان به دنیا آمد. سال‌ها پس از آن او در رشته طراحی گرافیک تحصیل کرد و کارهای تبلیغاتی انجام داد، اما پس از آن در سال ۱۹۹۶ با شرکت جدید ریدلی اسکات شروع به ساخت جلوه‌های فیلم کرد.

## شهرت
در ۲۴ ژانویه ۲۰۱۲ او برای فیلم هری پاتر و یادگاران مرگ – قسمت دوم نامزد جایزه اسکار شد. او قبلاً در تیمی بود که برنده جایزه اسکار بهترین جلوه های بصری برای گلادیاتور بود.